# Sprong naar de liefde
Sprong naar de Liefde is een Nederlandse film uit 1982 van Bas van der Lecq. Het is gebaseerd naar het scenario Sprong naar de liefde van Bas van der Lecq. De film heeft als internationale titel Jump to love.

## Rolverdeling
| Acteur                | Personage        |
| --------------------- | ---------------- |
| Kees Prins            | Emile            |
| Manouk van der Meulen | Monique          |
| Thom Hoffman          | Freddy           |
| Ans van Haaster       | Betty            |
| Frans Koppers         | Paul             |
| Miek Smit             | Saskia           |
| Michiel Kerbosch      | Peter            |
| Hetty Heyting         | Marga            |
| Liz Snoijink          | Verpleegster     |
| Do Overtoom           | Natasja          |
| Jack Monkau           | Jack             |
| Daphne Westerhof      | Daphne           |
| Dolf Ephraïm          | Leo              |
| Moustafa Gaafar       | Zeeman           |
| Marjan Berk           | Moeder van Emile |